# Yosemite Creek
Pour les articles homonymes, voir Yosemite.
La Yosemite Creek est un cours d'eau américain qui coule dans le comté de Mariposa, en Californie. Elle rejoint la Merced après s'être jetée dans la vallée de Yosemite sous la forme de chutes d'eau, les chutes de Yosemite. L'ensemble de son cours est situé dans le parc national de Yosemite et l'essentiel plus précisément dans la Yosemite Wilderness.
Dans son récit de voyage Un été dans la Sierra, publié en 1911, John Muir raconte comment le 14 juillet 1869 il a assisté au difficile franchissement de la rivière par un troupeau de moutons en transhumance ; les bêtes récalcitrantes prennent plusieurs heures avant de se décider à traverser le cours d'eau tout à coup.